# Papantla
Papantla (offiziell Papantla de Olarte) ist eine Stadt mit etwa 60.000 Einwohnern im Nordwesten des mexikanischen Bundesstaats Veracruz. Die Stadt ist Sitz des gleichnamigen Verwaltungsbezirks (municipio). Das historische Zentrum der Stadt wurde im Jahr 2012 erneut als Pueblo Mágico anerkannt.

## Lage und Klima
Die Stadt Papantla liegt im Bergland nahe dem Golf von Mexiko in einer Höhe von ca. 185 m. Sie ist knapp 240 km (Fahrtstrecke) in nordwestlicher Richtung von der Küstenstadt Veracruz entfernt. Das Klima ist die meiste Zeit des Jahres schwülwarm, die Tagestemperaturen liegen nur selten unter 25 °C; Regen (ca. 1210 mm/Jahr) fällt hauptsächlich in der zweiten Jahreshälfte.

## Bevölkerungsentwicklung
| Jahr      | 1900  | 1950   | 2000   |
| Einwohner | 4.067 | 11.359 | 53.546 |

Das anhaltende Bevölkerungswachstum der Stadt ist im Wesentlichen auf den Zuzug von Menschen aus dem ländlichen Umland zurückzuführen. Die Bevölkerungsmehrheit bilden Indios und Mestizen.

## Wirtschaft
Papantla ist das Zentrum des Vanilleanbaus in Mexiko. Aufgrund des subtropisch warmen Klimas und der mehr als ausreichenden Regenfälle sind die landwirtschaftlichen Erträge hoch. Auch die Viehzucht ist von Bedeutung. Seit der Mitte des 20. Jahrhunderts spielen der innermexikanische und internationale Tourismus wichtige Rollen im Wirtschaftsleben der Stadt.

## Geschichte
Die präspanische Kultstätte von El Tajín erlebte ihre Blüte bereits in der Zeit um 800; noch im 9. Jahrhundert wurde sie verlassen. Sie wird manchmal noch mit der Kultur der Totonaken in Zusammenhang gebracht, doch wanderten diese – Legenden zufolge – erst um das Jahr 1230 von Norden kommend hierhin ein; andere sehen ihren Ursprung im südwestlich gelegenen Bergland von Puebla. Da sie den Azteken gegenüber tributpflichtig wurden, verbündeten sie sich bereits im Jahr 1521 mit den spanischen Konquistadoren; wichtige Teile ihrer Tradition wie der Danza del Volador blieben über Jahrhunderte erhalten. Im Jahr 1521 wurde Andrés de Tapia, ein Kampfgefährte von Hernán Cortés, zum Herrn (encomendero) der Stadt und ihres Umlands ernannt.

## Sehenswürdigkeiten
- Die Catedral de Nuestra Señora de la Asunción war ursprünglich eine Missionskirche des Franziskanerordens aus dem 16./17. Jahrhundert; im ausgehenden 18. Jahrhundert wurde sie jedoch von den Bürgern der Stadt quasi neugebaut. Der heutige Bau ist einschiffig, verfügt aber über ein Querhaus mit einer überkuppelten Vierung. Die Außenmauer der Plattform, auf der die Kirche ruht, wurde in den 1960er Jahren vom Künstler Teodoro Cano García mit Motiven der Lokalgeschichte geschmückt.
- Derselbe Künstler schuf auch die auf einem Hügel stehende Großskulptur eines Flöte spielenden Volador.

Umgebung
- Das totonakische Kultzentrum El Tajín mit der berühmten Nischenpyramide befindet sich ca. 10 km westlich der heutigen Stadt.

## Persönlichkeiten
- Manuel Maples Arce (1900–1981), Diplomat und Schriftsteller
- Teodoro Cano García (* 1932), Maler und Bildhauer